# Pavetta comostyla
Pavetta comostyla är en måreväxtart som beskrevs av Spencer Le Marchant Moore. Pavetta comostyla ingår i släktet Pavetta och familjen måreväxter.

## Underarter
Arten delas in i följande underarter:
- P. c. comostyla
- P. c. nyassica
- P. c. inyangensis
- P. c. matengoana